# Domningia sodhae
Domningia sodhae — вид вымерших морских растительноядных млекопитающих из семейства дюгоневые. Единственный известный науке вид рода Domningia. Его ископаемые остатки принадлежат к раннему миоцену (23,03—20,44 млн лет назад). Они найдены на территории Индии (штат Гуджарат, округ Кач). Типовой образец этого вида — ископаемый череп IITR-SB 3091. Domningia sodhae обладает уплощенными бивнеобразными верхними резцами. Как и некоторые другие миоценовые дюгоневые, это был крупный зверь со сложными билофодонтными молярами и трехкорневыми премолярами. Жевательные зубы сильно стерты. Рыло направлено вниз, как у современного дюгоня. Ближайшие родственники — Dioplotherium, Rytiodus, Corystosiren и Bharatisiren. Самое большое сходство с Domningia sodhae проявляли Bharatisiren indica и Dioplotherium manigaulti. Оно выражается в том, что все эти виды сохраняли премоляры с несколькими корнями.